# Mariëlle Koeman
Mariëlle Koeman (* 18. November 1966) ist eine niederländische Jazz- und Weltmusiksängerin.

## Leben und Wirken
Koeman wuchs in der Region Zaanstad auf, wo ihr Vater als Jazzsänger auftrat. Sie erhielt ab dem Alter von sechs Jahren Klavierunterricht; ab ihrem achtzehnten Lebensjahr nahm sie klassischen Gesangsunterricht, um die Gesangstechniken zu erlernen, die sie benötigte. Bald begann sie mit dem Trio von Jos van Beest zu singen, den sie später heiratete. 
Mit From the Heart veröffentlichte Koeman ein erstes Jazzalbum mit dem Trio von Jos van Beest. Dieses wurde sogleich auch in Japan veröffentlicht, nachdem sie wegen einer Lizenz für den japanischen Markt für das Album Because of You von Jos van Beest angesprochen wurden. In den folgenden Jahren folgten weitere gemeinsame Alben, die vor allem in Japan, wo sie seit 2002 mehrfach auftraten, Anklang fanden.
Neben einem Repertoire aus dem Great American Songbook und einigen französischen Chansons interpretiert sie auch Lieder auf Brasilianisch und Spanisch und singt Lehars „Dein ist mein ganzes Herz“ verjazzt auf Deutsch.

## Diskografische Hinweise
- From the Heart, Atelier Sawano, 2001
- Between You and Me, Atelier Sawano, 2004
- Speaking of Love, Atelier Sawano 2009
- Love Bossa, Atelier Sawano 2012
- Natural, Atelier Sawano 2015